# Mutisiopersea rufotomentosa
Mutisiopersea rufotomentosa là loài thực vật có hoa trong họ Nguyệt quế. Loài này được (Nees & C. Mart.) Kosterm. miêu tả khoa học đầu tiên năm 1993.